# جيتومير

جيتومير (Житомир) هي مدينة في أوكرانيا. عاصمة محافظة جيتومير.
يبلغ عدد سكانها حوالي 275015 نسمة.
تبعد عن العاصمة الاوكرانيه كييف 120 كم

## اعلام السكان
- كوروليف سيرجي بافلوفيتش عالم سوفيتي في مجال علوم الصواريخ والملاحة الفضائية.
- ليسيا أوكراينكا كاتبة ومترجمة وناشطة ثقافية أوكرانية.
- فلاديمير كورولينكو كاتب من أصل أوكراني وبولندي وصحفي ودعاية وشخصية عامة.
- أوليغ أولجيش شاعر وعالم آثار وسياسي أوكراني ، ابن ألكسندر أوليسيا.
- ستيتسيوك ياكوف نيستيروفيتش كاتب أوكراني أصله من منطقة جيتومير ؛ منذ عام 1945 كان يعمل في لفيف.
- ريختر سفياتوسلاف تيوفيلوفيتش عازف بيانو سوفيتي أوكراني من أصل ألماني.
- جوليوس زاريمبسكي ملحن وعازف بيانو بولندي.
- سيرجي أناتوليفيتش فيلينسكي هو رجل أعمال متمرس ومؤسس "مجموعة الموارد" الفيدرالية القابضة.[11][12][13]

## المناخ
يظهر الجدول التالي التغييرات المناخية على مدار السنة لجيتومير:
| البيانات المناخية لـجيتومير                           | البيانات المناخية لـجيتومير | البيانات المناخية لـجيتومير | البيانات المناخية لـجيتومير | البيانات المناخية لـجيتومير | البيانات المناخية لـجيتومير | البيانات المناخية لـجيتومير | البيانات المناخية لـجيتومير | البيانات المناخية لـجيتومير | البيانات المناخية لـجيتومير | البيانات المناخية لـجيتومير | البيانات المناخية لـجيتومير | البيانات المناخية لـجيتومير | البيانات المناخية لـجيتومير |
| الشهر                                                 | يناير                       | فبراير                      | مارس                        | أبريل                       | مايو                        | يونيو                       | يوليو                       | أغسطس                       | سبتمبر                      | أكتوبر                      | نوفمبر                      | ديسمبر                      | المعدل السنوي               |
| ----------------------------------------------------- | --------------------------- | --------------------------- | --------------------------- | --------------------------- | --------------------------- | --------------------------- | --------------------------- | --------------------------- | --------------------------- | --------------------------- | --------------------------- | --------------------------- | --------------------------- |
| الدرجة القصوى °م (°ف)                                 | 5.0 (41.0)                  | 5.0 (41.0)                  | 12.0 (53.6)                 | 22.0 (71.6)                 | 27.0 (80.6)                 | 29.0 (84.2)                 | 32.0 (89.6)                 | 31.0 (87.8)                 | 27.0 (80.6)                 | 21.0 (69.8)                 | 13.0 (55.4)                 | 7.0 (44.6)                  | 32.0 (89.6)                 |
| متوسط درجة الحرارة الكبرى °م (°ف)                     | −2.8 (27.0)                 | −1.4 (29.5)                 | 3.5 (38.3)                  | 11.9 (53.4)                 | 19.6 (67.3)                 | 22.9 (73.2)                 | 24.9 (76.8)                 | 24.0 (75.2)                 | 19.1 (66.4)                 | 11.9 (53.4)                 | 4.1 (39.4)                  | −0.7 (30.7)                 | 11.4 (52.5)                 |
| المتوسط اليومي °م (°ف)                                | −5.7 (21.7)                 | −4.9 (23.2)                 | −0.4 (31.3)                 | 7.0 (44.6)                  | 13.9 (57.0)                 | 17.0 (62.6)                 | 18.9 (66.0)                 | 17.8 (64.0)                 | 13.1 (55.6)                 | 7.2 (45.0)                  | 1.3 (34.3)                  | −3.2 (26.2)                 | 6.8 (44.2)                  |
| متوسط درجة الحرارة الصغرى °م (°ف)                     | −8.8 (16.2)                 | −8.3 (17.1)                 | −3.7 (25.3)                 | 2.6 (36.7)                  | 8.3 (46.9)                  | 11.6 (52.9)                 | 13.3 (55.9)                 | 12.4 (54.3)                 | 8.1 (46.6)                  | 3.2 (37.8)                  | −1.4 (29.5)                 | −5.6 (21.9)                 | 2.6 (36.7)                  |
| أدنى درجة حرارة °م (°ف)                               | −35.0 (−31.0)               | −35.0 (−31.0)               | −27.0 (−16.6)               | −11.0 (12.2)                | −4.0 (24.8)                 | 1.0 (33.8)                  | 5.0 (41.0)                  | 2.0 (35.6)                  | −5.0 (23.0)                 | −20.0 (−4.0)                | −23.0 (−9.4)                | −31.0 (−23.8)               | −35.0 (−31.0)               |
| الهطول مم (إنش)                                       | 32 (1.3)                    | 29 (1.1)                    | 31 (1.2)                    | 38 (1.5)                    | 53 (2.1)                    | 66 (2.6)                    | 78 (3.1)                    | 75 (3.0)                    | 50 (2.0)                    | 41 (1.6)                    | 43 (1.7)                    | 34 (1.3)                    | 570 (22.4)                  |
| المصدر: Sistema de Clasificación Bioclimática Mundial |                             |                             |                             |                             |                             |                             |                             |                             |                             |                             |                             |                             |                             |

## توأمة
لجيتومير اتفاقيات توأمة مع كل من:
- مونتانا
- يانغتشو (2009 - )[15]

## أعلام
- ميخائيل روستوفتسيف
- فلاديمير فيلدمان
- جوزيف دورفمان
- بيدرو بلوخ
- يلياش كولتشياغ
- تاديوش بوروفسكي